# Rotzbub
Rotzbub ist ein österreichisch-deutscher Animationsfilm von Marcus H. Rosenmüller und Santiago López Jover aus dem Jahr 2021. Der Film basiert auf dem Figurenkosmos des 2016 verstorbenen Karikaturisten Manfred Deix. Im September 2021 wurde der Film am Zurich Film Festival unter dem Titel Willkommen in Siegheilkirchen und bei der Filmkunstmesse Leipzig unter dem Titel Willkommen in Siegheilkirchen – Der Deix Film gezeigt.

## Handlung
Im Jahr 1967 in der ultrakonservativen Kleinstadt Siegheilkirchen im Hinterland der jungen Zweiten Republik Österreich. Die Ewiggestrigen, die hier leben, sind größtenteils fettleibig und eingefleischte Nazis. Der Gendarm erledigt seinen Dienst meist betrunken, der Pfarrer ist ein gewalttätiger Tyrann und Friseur Kurz könnte sich gut vorstellen, der nächste Führer zu sein. Der Wirt der Dorfkneipe, der im Krieg einen Arm verlor, hat einen Sohn mit einem großen Talent für das Zeichnen. Sein Onkel Neidhardt wird darauf aufmerksam, als er die kunstvollen Akte seines Neffen entdeckt, so von der üppigen neuen Metzgergehilfin. Die Arbeiten des von allen nur Rotzbub genannten Jungen bringen dessen geschäftstüchtige Mitschüler unters Volk. Das alles erzürnt besonders ihren Lehrer.
Rotzbub will sich nicht von seiner Bestimmung als Künstler abbringen lassen. Das Zeichnen ist für ihn ein Ventil für seine Unzufriedenheit, durch das er seinen Unmut zum Ausdruck bringt. Einen Gegenentwurf zur spießigen Enge des Dorfes hat er in dem kiffenden Hippie und Betreiber eines Cafés gefunden.
Nachdem Zigeuner in den Ort kommen, basteln einige Bewohner an einer Bombe. Rotzbub hat sich in ein Zigeuner-Mädchen namens Mariolina verguckt, deren Herz er zu gewinnen versucht. Mariolina und Rotzbub freunden sich an, der geplante Anschlag geht schließlich schief.

## Produktion und Hintergrund

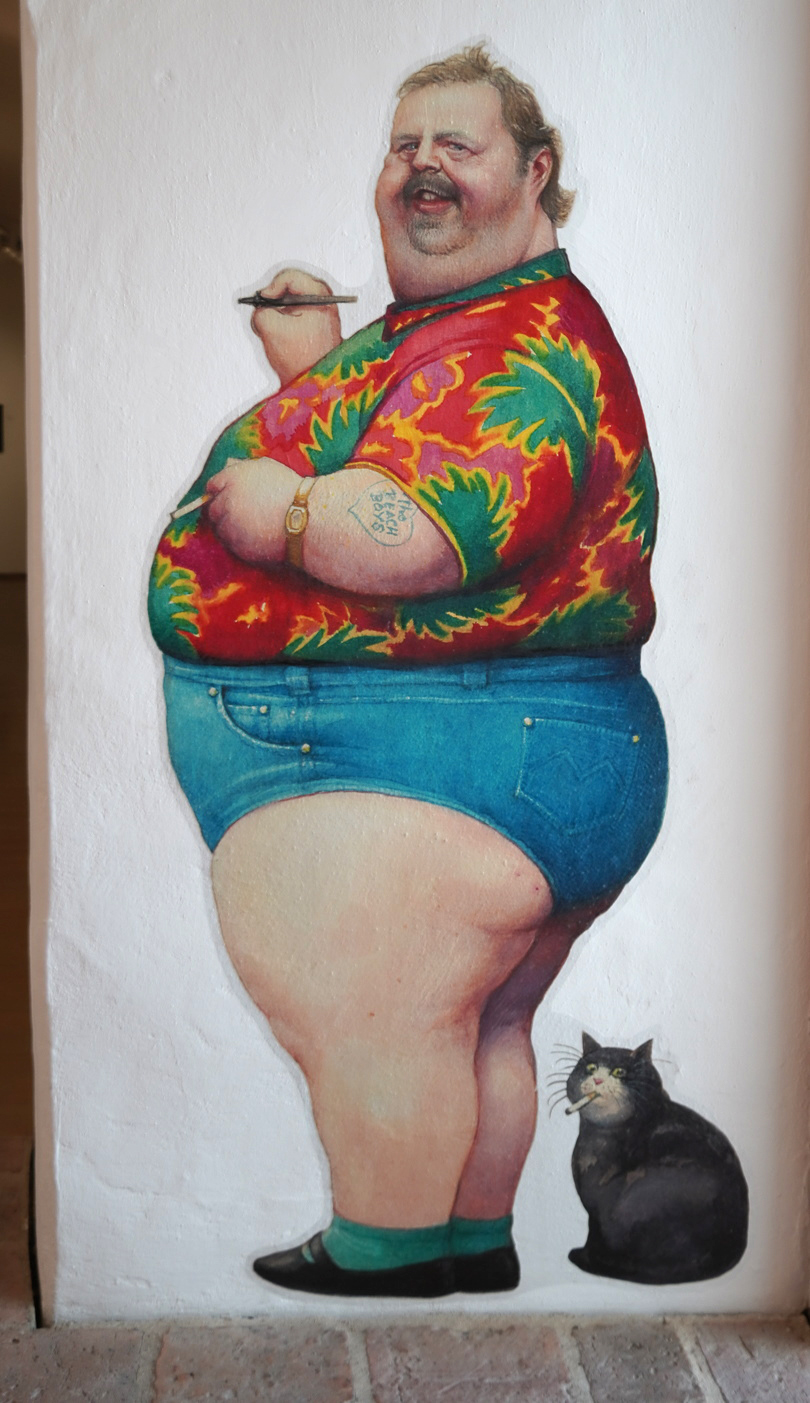
Ästhetisch, stilistisch und inhaltlich ist der Film von den Karikaturen des im Juni 2016 verstorbenen österreichischen Karikaturisten, Grafikers und Cartoonisten Manfred Deix inspiriert

Der filmischen Erzählung wurden in Rotzbub die Ästhetik und der Spirit der Karikaturen des im Juni 2016 verstorbenen österreichischen Karikaturisten, Grafikers und Cartoonisten Manfred Deix zugrunde gelegt. Die Arbeiten am Film begannen 2013, und Deix war vor seinem Tod selbst noch in dessen Entwicklung involviert. Das Budget lag bei rund 5,5 bis 6 Millionen Euro. Ursprünglich war der österreichische Kinostart für 2020 vorgesehen. Nach einer Crowdfunding-Kampagne im September 2020, bei der über 43.000 Euro für die Fertigstellung gesammelt wurden, wurde der österreichische Kinostart auf den 23. Dezember 2021 verschoben.
Produziert wurde der Film von der österreichischen Aichholzer Filmproduktion GmbH des Produzenten Josef Aichholzer in Koproduktion mit der deutschen Filmbüro Münchner Freiheit GmbH (Produzent Ernst Geyer), den Verleih übernahm in Österreich die Filmladen Filmverleih GmbH und in Deutschland die Pandora Film Medien GmbH.
Unterstützt wurde der Film vom Österreichischen Filminstitut, vom Filmfonds Wien, von Filmstandort Austria, dem Land Niederösterreich und dem Land Salzburg sowie dem FilmFernsehFonds Bayern, beteiligt war der Österreichische Rundfunk.
Das Drehbuch schrieb Martin Ambrosch. Regie führten Santiago López Jover und Marcus H. Rosenmüller. Letzterer wurde insbesondere gewählt, weil dessen Erstlingswerk Wer früher stirbt ist länger tot eine Affinität zum Stoff von Rotzbub hatte. „Er erzählt die schräge Welt eines pubertierenden Buben und schafft daraus einen Kosmos, in den man sich trotz aller Schrägheit verlieben kann. Die Idee hat uns überzeugt und auch Marcus H. Rosenmüller war fasziniert“, so Produzent Aichholzer.
Die Filmmusik komponierte wie bei Rosenmüllers Film Trautmann Gerd Baumann. Luitgard Koch schreibt in seiner Funktion als Filmkorrespondent der Gilde deutscher Filmkunsttheater, dessen Arbeit und die für den Film kreierten Songs, die aus den 1960ern stammen könnten, vermittelten exakt den Zeitgeist, und mit einer Prise Hendrix und einem Hauch Pink Floyd sorge er für die damalige Aufbruchsstimmung a la Woodstock.

## Veröffentlichung
Die Premiere erfolgte Mitte Juni 2021 am Festival d’Animation Annecy in Annecy in Frankreich, wo der Film in den Wettbewerb eingeladen wurde. Im Juli 2021 wurde der Film am Filmfest München in der Reihe Spotlight gezeigt. Ende August 2021 wurde der Film beim Fünf Seen Filmfestival gezeigt, im September 2021 auf der Filmkunstmesse Leipzig.
Der österreichische Kinostart war ursprünglich für den 23. Dezember 2021 vorgesehen, wurde aber aufgrund der COVID-19-Pandemie auf den 24. März 2022 verschoben. Die Österreich-Premiere von Rotzbub – Der Deix Film fand im Kino im Kesselhaus in Krems an der Donau statt. Am 9. April 2022 wurde der Film auf der Diagonale in Graz gezeigt.
In Deutschland sollte der Film ursprünglich am 13. Januar 2022 in die Kinos kommen, der Start wurde jedoch auf den 7. Juli 2022 verschoben.
Im ORF wurde der Film erstmals am 25. Oktober 2023 ausgestrahlt. Im Rahmen der Edition österreichischer Film von Hoanzl und dem Standard wurde der Film 2024 auf DVD veröffentlicht.

## Rezeption
Teresa Vena vergab auf Filmstarts.de drei von fünf Sternen und meinte, dass der Film genauso wie die Arbeiten des Karikaturisten Deix mit Überzeichnung, Überspitzung und Übertreibungen arbeite. Der Humor sei ein derber, der vor allem mit sexuellen Ungehörigkeit und Fäkalien aller Art schockieren will. Trotzdem habe die Coming-of-Age-Geschichte ihre unterhaltsamen und anrührenden Momente, selbst wenn sie weniger als aufrüttelnde Gesellschaftssatire und mehr als Hommage an das Werk von Manfred Deix funktioniere.
Heike Angermaier von Blickpunkt:Film schreibt, Rotzbub werfe einen Blick in die Wiege eines der größten, subversivsten Cartoonisten, dessen Werk die Obsession des Weiblichen ebenso präge wie der Aufschrei gegen Ungerechtigkeit, Kirche und Obrigkeitshörigkeit: „Gegen Enge und Borniertheit, für Liebe und Freiheit, dafür steht jeder Zeichenstrich dieser sorgsam animierten Hommage […] Die hervorragende Animation ist nicht Deix pur, aber seinem Stil und Spirit treu – das warmherzige, lustige, anarchistische und hundsgemein österreichische Charakterporträt von einem, der aufbegehrt.“
Dirk Wagner meint in der Süddeutschen Zeitung, dass dieser Humor nicht für jeden geeignet sei. Wer aber jenen bösen österreichischen Humor möge, der auch Filme wie Muttertag und Wilde Maus präge, werde Rotzbub lieben. Darüber hinaus sorge die Musik von Gerd Baumann mit Gästen wie Ernst Molden, Matze Brustmann von Balloon Pilot und Peter Horn von den Bananafishbones für einen klanglichen Genuss.
Laut Film Austria bzw. Österreichischem Filminstitut war diese Produktion in Österreich mit Stichtag 12. Dezember 2022 der besucherstärkste österreichische Film des Jahres 2022 mit 99.635 Kinogängern.

## Auszeichnungen und Nominierungen
Festival d’Animation Annecy 2021
- Nominierung im Wettbewerb (Santiago López Jover und Marcus H. Rosenmüller)[29]

Internationales Filmfestival Warschau 2021
- Nominierung im Free Spirit Competition[30]

Österreichischer Filmpreis 2022
- Auszeichnung als publikumsstärkster Kinofilm mit rund 95.000 Besuchern (Produzenten: Josef Aichholzer und Ernst Geyer, Regie: Marcus H. Rosenmüller und Santiago López Jover, Vertrieb: Michael Stejskal)[31][32]

Romyverleihung 2022
- Nominierung in der Kategorie Beste Produktion[33]

Austrian Ticket
- Auszeichnung für mehr als 75.000 Besucher[34]

Diagonale 2023
- Diagonale-Preis der VAM für herausragende Produktionsleistungen (Aichholzer Filmproduktion, Josef Aichholzer, Ernst Geyer)[35]